# Copa de Islas Feroe 2016
La Copa de Islas Feroe 2016 fue la edición número 61 de la Copa de Islas Feroe. El torneo empezó el 24 de marzo con la primera ronda y terminó el 27 de agosto con la final en Tórsvøllur donde KÍ se coronó campeón obteniendo así su sexto título y el primero después de 17 años.

## Formato
El torneo estuvo integrado por cinco rondas, las cuales se jugaron por eliminación directa, a un solo partido, excepto las semifinales que contaron con partidos de ida y vuelta. El campeón se clasificó para la primera ronda de la Liga Europa 2017-18.

## Equipos participantes
En el torneo participaron 18 equipos, 10 de la Primera División 2016, 5 de la 1. deild 2016, 2 de la 2. deild 2016 y un equipo de la 3. deild 2016. Entre paréntesis se muestra la división a la cual pertenecen los clubes.
| - (1) : Primera División - (2) : 1. deild | - (3) : 2. deild - (4) : 3. deild |

| Primera ronda    | Primera ronda   | Primera ronda  | Primera ronda   |
| ---------------- | --------------- | -------------- | --------------- |
| AB (1)           | ÍF (1)          | TB (1)         | EB/Streymur (2) |
| B36 (1)          | KÍ (1)          | Víkingur (1)   | Giza/Hoyvík (2) |
| B68 (1)          | NSÍ (1)         | 07 Vestur (2)  |                 |
| HB (1)           | Skála (1)       | B71 Sandur (2) |                 |
| Ronda preliminar |                 |                |                 |
| FC Suðuroy (2)   | Royn Hvalba (3) | MB (3)         | Undrið (4)      |

## Ronda preliminar
Los partidos de la ronda preliminar se jugaron el 24 y 26 de marzo.
| Local          | Resultado | Visitante       | Fecha       | Estadio           |
| -------------- | --------- | --------------- | ----------- | ----------------- |
| FC Suðuroy (2) | 4 − 2     | (3) Royn Hvalba | 24 de marzo | Vesturi á Eiðinum |
| MB (3)         | 0 − 2     | (4) Undrið      | 26 de marzo | Við Kirkju        |

## Primera ronda
El sorteo se realizó el 19 de abril. Los partidos de primera ronda se jugaron los días 23 y 24 de abril.
| Local           | Resultado | Visitante      | Fecha       | Estadio                  |
| --------------- | --------- | -------------- | ----------- | ------------------------ |
| Giza/Hoyvík (2) | 2 − 0     | (1) B68        | 23 de abril | Gundadalur Niðari vøllur |
| FC Suðuroy (2)  | 2 − 3     | (1) Víkingur   | 24 de abril | Vesturi á Eiðinum        |
| ÍF (1)          | 0 − 4     | (1) KÍ         | 24 de abril | Á Fløtugerði             |
| EB/Streymur (2) | 2 − 1     | (2) 07 Vestur  | 24 de abril | Við Kirkju               |
| HB (1)          | 9 − 1     | (2) B71 Sandur | 24 de abril | Gundadalur Niðari vøllur |
| TB (1)          | 1 − 2     | (1) NSÍ        | 24 de abril | Sevmýri                  |
| AB (1)          | 1 − 2     | (1) B36        | 24 de abril | Skansi Arena             |
| Undrið (4)      | 0 − 6     | (1) Skála      | 24 de abril | Gundadalur Niðari vøllur |

## Cuartos de final
Los partidos de cuartos de final se jugaron los días 7 y 8 de mayo.
| Local           | Resultado          | Visitante       | Fecha     | Estadio                  |
| --------------- | ------------------ | --------------- | --------- | ------------------------ |
| Giza/Hoyvík (2) | 1 − 2              | (1) Skála       | 7 de mayo | Gundadalur Niðari vøllur |
| Víkingur (1)    | (p.) (4 − 3) 3 − 3 | (1) HB          | 8 de mayo | Sarpugerði               |
| KÍ (1)          | 2 − 1              | (1) B36         | 8 de mayo | Injector Arena           |
| NSÍ (1)         | 2 − 0              | (2) EB/Streymur | 8 de mayo | Við Løkin                |

## Semifinales
Las semifinales se jugaron a doble partido. Los partidos de ida se disputaron el 25 y 26 de mayo, mientras que los de vuelta el 15 de junio.
| Local ida | Global | Local vuelta | Ida   | Fecha ida | Estadio ida      | Vuelta | Fecha vuelta | Estadio vuelta |
| --------- | ------ | ------------ | ----- | --------- | ---------------- | ------ | ------------ | -------------- |
| Skála (1) | 1 − 2  | (1) Víkingur | 0 − 1 | 25 / 05   | Undir Mýruhjalla | 1 − 1  | 15 / 06      | Sarpugerði     |
| KÍ (1)    | 4 − 1  | (1) NSÍ      | 4 − 1 | 26 / 05   | Injector Arena   | 0 − 0  | 15 / 06      | Við Løkin      |

## Final
La final se jugó en tradicional Tórsvøllur, estadio que alberga la final desde 2012, el 27 de agosto. En ella Víkingur disputó su quinta final de manera consecutiva, pero a diferencia de las últimas cuatro ediciones esta vez no pudo quedarse con el título. El ganador se proclamó campeón y se clasificó para la primera ronda de la Liga Europa 2017-18.
| Local  | Resultado          | Visitante    | Fecha       | Estadio    |
| ------ | ------------------ | ------------ | ----------- | ---------- |
| KÍ (1) | (p.) (5 − 3) 1 − 1 | (1) Víkingur | 27 de gosto | Tórsvøllur |

| KÍ Campeón 4.° título |

## Goleadores
- Actualizado el 28 de diciembre de 2016.[7]

| Pos. | Jugador             | Equipo   | Goles |
| ---- | ------------------- | -------- | ----- |
| 1    | Jóannes Bjartalíð   | KÍ       | 5     |
| 2    | Øssur Meinhardtsson | HB       | 4     |
| 3    | Sølvi Vatnhamar     | Víkingur | 3     |
| 3    | Brian Jacobsen      | Skála    | 3     |